# Juliusz Wilhelm Dzianott
Juliusz Wilhelm Maria Dzianott, Dzianota (ur. 6 kwietnia 1842 w Warszawie, zm. po 1865) – rotmistrz w powstaniu styczniowym.
Był potomkiem włoskiej rodziny kupieckiej Gianotti de Castellani, nobilitowanej w Niemczech w XVI wieku, osiadłej następnie na Śląsku. W 1662 Piotr Gianotti, towarzysz roty husarskiej Jerzego Lubomirskiego, otrzymał polski indygenat za osobiste męstwo. Juliusz Wilhelm był synem Teobalda Bazylego, dziedzica dóbr Zychorzyn koło Opoczna oraz Ludwiki z Brykczyńskich. Od 1861 należał do Towarzystwa Rolniczego w Królestwie Polskim.
Na początku powstania styczniowego dowodził 30-osobowym oddziałem jazdy, na czele którego zajął skład soli w Szczekocinach. Przyłączył się następnie do oddziału Kazimierza Konrada Błaszczyńskiego i uczestniczył w bitwie pod Górami 18 czerwca 1863, w której Bończa poległ. W pobliskiej wsi Lubcza zaprowadził porządek w oddziale i wyprawił pogrzeb Bończy. Przyłączył się z kolei do oddziałów Oxińskiego i Litticha. Dowodził jazdą na lewym skrzydle w przegranej bitwie pod Przedborzem (27 czerwca 1863, obok piechoty pod Francuzem Chabriolle). Utrzymał się na swojej pozycji dłużej niż powstańcy na prawym skrzydle. Zmuszony do odwrotu, w Krakowskiem ponownie połączył się z oddziałem Oxińskiego. Po klęsce Oxińskiego pod Skotnikami (29 czerwca 1863) zbiegł za granicę. 
W 1865 powrócił dobrowolnie do Królestwa Polskiego i oddał się w ręce władz rosyjskich. Otrzymał początkowo wyrok 10 lat ciężkich robót na Syberii, złagodzony następnie przez gubernatora Berga na osiedlenie na Syberii (jako okoliczność łagodzącą przyjęto dobrowolne stawiennictwo). Został skazany w trybie administracyjnym na utratę praw szlachectwa i osiedlenie na Syberii; odbywał jednak karę zamieszkania pod dozorem policji w guberni twerskiej. Na zesłaniu starał się o uznanie szlachectwa i herbu. Od 11 IV 1866 i nadal w 1867 mieszkał w pod dozorem policji w Kaszynie, nie pracował i nie wykazywał się „niczym nagannym”. Otrzymywał 6 rubli miesięcznie ze skarbu państwa. Nadzór został z niego zdjęty z dniem 27 III 1872, ale w 1876 nadal mieszkał w guberni twerskiej.
Dalsze losy Juliusza Dzianotta są nieznane.
Przed powstaniem był zaręczony z Anną z Dunin-Wąsowiczów. Małżeństwo nie doszło do skutku wobec dalszych losów narzeczonego, a Anna wyszła za mąż za Augustyna Nałęcz-Komorowskiego i została matką poetki Marii Komornickiej. Jak pisze Krystyna Kolińska w książce Parnas w Oborach "małżeństwo wbrew sercu...nie zatarło w pamięci wspomnienia pierwszego narzeczonego, młodego Dzianotty styczniowego powstańca, zesłanego na Sybir".